# Ghazni (province)
Pour les articles homonymes, voir Ghazni.
Ghazni est une province de l'est de l'Afghanistan. Sa capitale est Ghazni.
La province contient 19 districts englobant plus d’un millier de villages. 

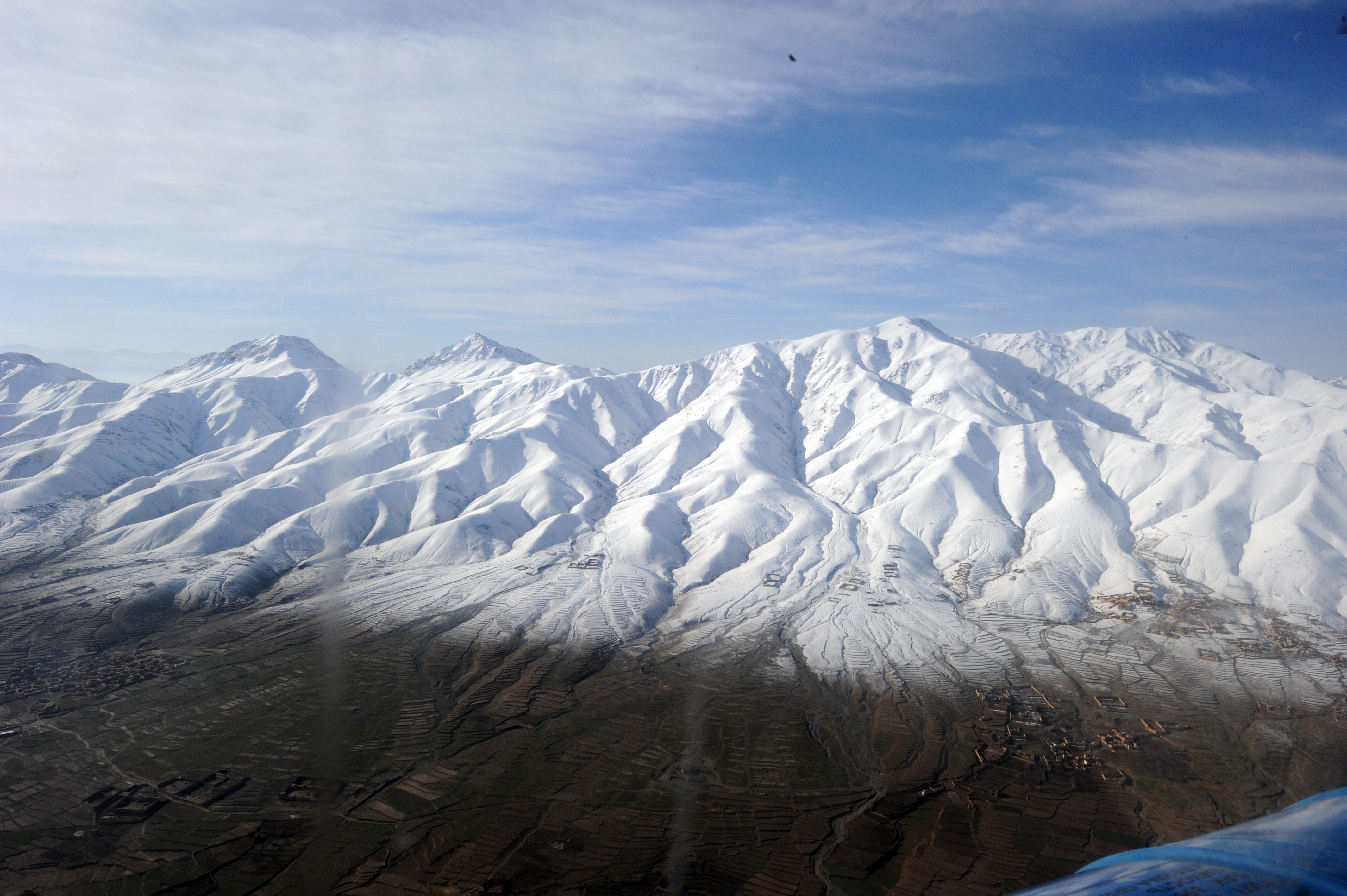
Montagnes couvertes de neige à Ghazni, Afghanistan

## Districts

carte des districts

| District     | Capitale     | Population (2013) |
| ------------ | ------------ | ----------------- |
| Ab Band      | Haji Khel    | 31 700            |
| Ajristan     | Sangar       | 33 000            |
| Andar        | Miray        | 143 300           |
| Deh Yak      | Ramak        | 56 500            |
| Gelan        | Janda        | 66 200            |
| Ghazni       | Ghazni       | 190 600           |
| Giro         | Pana         | 42 500            |
| Jaghori      | Sang-e-Masha | 203 040           |
| Jaghatū      | Gulbawri     | 36 265            |
| Khogyani     | Khogyani     | 23 600            |
| Khwaja Umari | Kwaja Umari  | 21 400            |
| Malestan     | Mir Adina    | 94 356            |
| Muqur        | Muqur        | 57 900            |
| Nawa         | Nawa         | 34 900            |
| Nawur        | Du Abi       | 108 900           |
| Qarabagh     | Qarabagh     | 164 000           |
| Rashidan     | Rashidan     | 20 500            |
| Waghaz       | Waghaz       | 44 500            |
| Zana Khan    | Dado         | 14 200            |